# 2006 par pays en Amérique

## Brésil
- 1er et 29 octobre : élection présidentielle, Luiz Inácio Lula da Silva est réélu.

## Nicaragua
- 5 novembre : Élections générales nicaraguayennes de 2006 ; Daniel Ortega est élu Président de la République.